# Musculus pyramidalis
Der Musculus pyramidalis (lat. für „Pyramidenmuskel“) ist einer der Bauchmuskeln. Der Skelettmuskel liegt vor dem Ansatz des Musculus rectus abdominis und wird von der Rektusscheide umschlossen. Es handelt sich um einen rudimentären Muskel, der beim Menschen funktionell nahezu bedeutungslos ist und in 10 bis 25 Prozent der Fälle ganz fehlt. Er entspringt am Schambein und setzt er an der Linea alba an und spannt diese in Richtung Becken.